# Juan Montemayor López
Juan Montemayor López (Málaga, marzo de 1809- ) fue un funcionario español que desempeñó múltiples cargos al servicio de la administración pública y política de España a lo largo del siglo XIX.

## Reseña Biográfica
Durante los gobiernos de Joaquín María López fue designado intendente de rentas y presidente interino de la Diputación Provincial de Huelva, además de ser nombrado comendador de la Orden de Isabel la Católica. Activo progresista, con el inicio de la década moderada en 1844 se vio forzado al exilio, primero hacia Portugal y posteriormente en Gibraltar. Tras vuelta al poder de los progresistas en 1854, fue elegido diputado nacional por la provincia de Huelva en las elecciones general celebradas ese mismo año, desempeñando además el cargo de gobernador civil en varias provincias.